# The Fighting Temptations
Pour plus de détails, voir Fiche technique et Distribution.
The Fighting Temptations est un film romantique, musical et une comédie dramatique américaine réalisée par Jonathan Lynn en 2003, produite par Paramount Pictures et MTV Films. Darrin Hill (Cuba Gooding Jr.), un jeune cadre ambitieux, tente de relancer une chorale de l'église afin de participer à un concours de gospel, avec l'aide de Lilly (Beyoncé Knowles), une belle chanteuse de salon qu'il a connue dans son enfance et dont il tombe immédiatement amoureux.
Le film est notable par sa bande originale et par sa distribution avec des stars.
Le film voit aussi l'unique (à ce jour) apparition de Cuba Gooding Jr. dans un film musical.

## Intrigue
Le film débute en 1980 sur le perron d'une église presbytérienne de la ville de Monte Casino en Géorgie. Dans la première scène, un jeune garçon, Darrin Hill, propose à une petite fille, Lilly de devenir sa petite amie, ce qu'elle refuse parce qu'elle veut se marier avec Michael Jackson. Peu après, Paulina (Latanya Richardson), la sœur du pasteur montre à tout le monde que MaryAnn (Faith Evans), la mère de Darrin, chante aussi de la musique profane, en contradiction avec les règles de la chorale de l'église dans laquelle toutes les deux chantent. Malgré le soutien de la tante de Darrin, Sally (Ann Nesby), MaryAnn est chassée de la chorale et quitte la ville avec son fils.
Des années plus tard, devenu adulte, Darrin (Cuba Gooding Jr.) vit à New York où il est un cadre de publicité ambitieux et dépensier ayant des rapports ambigus avec la vérité. La mère de Darrin est morte accidentellement quelques années auparavant. La secrétaire de Darrin - et sa meilleure amie - Rosa Lopez (Lourdes Benedicto) maintient ses problèmes financiers sous contrôle en jonglant avec ses cartes de crédit. Sa vie sentimentale suit la même pente : lors d'une soirée avec sa petite amie (Daphne Duplaix), il invente une enfance différente de celle qu'il a vécu avec sa mère voyageant de place en place pour gagner sa vie en chantant. Darrin a aussi menti pour son recrutement : il a truqué ses diplômes d'études secondaires et d'université, et inventé un père député (par la suite on apprendra que son père est mort au Vietnam). Darrin (Dakin Matthews) court-circuite son patron pour proposer une publicité efficace et inhabituelle sur une boisson à un client qui lui confie l'affaire. Ce succès provoque sa chute car le patron effectue, à la demande du client, une enquête de routine sur Darrin, laquelle fait apparaître ses mensonges. Darrin est licencié immédiatement en vertu, dit son patron, du "11e commandement" : Tu ne te feras pas prendre. Il apprend alors la mort de sa tante Sally.
Il retourne dès le lendemain dans sa ville natale de Monte Carlo. À son arrivée, il se lie d'amitié avec Lucious (Mike Epps), le chauffeur de taxi de la ville. Lucious se voit comme un proxénète et se proclame lui-même un « expert en fesses » et « Fessologiste ». Pendant leur trajet en voiture, les deux hommes entendent à la radio le DJ excentrique de la ville Miles Smoke (Steve Harvey) se félicitant du retour de Darrin à Monte Carlo. Darrin logera dans une pension tenue par Paulina, la sœur du révérend.
Après les funérailles, Darrin apprend par le révérend (Wendell Pierce) que tante Sally lègue à son neveu 150 000 dollars d'actions à condition qu'il dirige la chorale de l'église et la présente à la compétition annuelle « Gospel Explosion » afin de gagner le premier prix de 10 000 dollars. Il accepte, essentiellement motivé par l'argent, en se faisant passer pour un professionnel de la musique. Il trouvera sur son chemin Paulina, trésorière de la chorale, qui avait provoqué le renvoi de sa mère et qui rêvait de devenir chef de la chorale. Darrin peine à retenir les anciens membres de la chorale et à en recruter de nouveaux. Après plusieurs annonces passées à la radio locale et la promesse hypocrite faite à certains d'un partage des avantages financiers, il réussit à constituer une équipe hétéroclite où la mésentente règne. Il retrouve Lilly (Beyoncé Knowles), devenue une très belle jeune femme et qui travaille comme chanteuse dans une boîte de nuit locale. Subjugué par son interprétation de la chanson Fever, il tente de se rapprocher d'elle mais se heurte à un refus très net de Lilly qui lui parle de son « petit ami » jaloux nommé Dean.
Darrin retrouve Lilly chez le coiffeur où elle amène Dean qui est en fait le fils de Lilly. Les coiffeurs chantent pour Dean, sous le regard intéressé de Darrin qui les recrutera pour la chorale. Pendant que Dean reste chez le coiffeur, Darrin accompagne Lilly à la supérette. Elle ne peut payer ses achats car sa carte de crédit est épuisée, Il paie pour elle, et préfère du liquide à un chèque quand elle lui promet de le rembourser le lendemain. Il réussit finalement à la convaincre de rejoindre la chorale. L'entrée de Lilly dans la chorale ne se fait pas sans difficulté, Paulina lui reprochant notamment d'avoir eu un enfant hors mariage, ce qui est contraire à la morale presbytérienne.
Au cours d'une répétition de la chorale, Paulina, qui est restée trésorière, apprend d'un air innocent à Darrin qu'il a laissé passé la date limite pour s'inscrire à la compétition. Darrin et Lucious prennent rendez-vous avec le responsable des inscriptions qui est également le directeur de la prison de la ville, Luther Washington (Faizon Love). Après un premier refus assez strict, ce dernier leur donne finalement une chance en acceptant leur inscription tardive à condition qu'ils effectuent avec succès un spectacle devant les prisonniers. Au début du spectacle, les prisonniers sont assez agressifs et les gardiens s'interposent, mais Lilly commence à chanter et ils se calment très rapidement. Même les gardiens et le directeur est séduit par la performance et la chorale obtient son inscription à la compétition. À la fin du spectacle Washington fournit à Darrin trois détenus qui, dit-il, "chantent au moins aussi bien" que les membres de la chorale. Ces trois prisonniers sont Bee-Z Briggs (T-Bone), Lightfoot (Chris Cole) et Mr. Johnson (Montell Jordan). Ce dernier a une voix aiguë et supporte très mal les moqueries à ce sujet (risque de meurtre pour ceux qui osent...).
Les membres de la chorale découvrent leurs talents respectifs (en particulier ceux de Bee-Z et Lightfoot, assez éloignés du Gospel) et apprennent à s'apprécier. Après quelques semaines, la chorale est devenue populaire, d'anciens membres sont revenus et un public nombreux vient à l'église pour les célébrations. Un jour, Darrin va dans la maison de sa tante, accompagné de Lily, et ouvre le coffret de correspondance de la défunte. Il y découvre une lettre qui lui était adressée et où sa tante s'inquiète de ses changements constants d'adresse et de la vie qu'il mène qu'elle soupçonne bien basée sur le mensonge. Darrin et très ému par cette lettre et reçoit alors son premier baiser de Lilly. Mais après quelques baisers, elle ne souhaite pas aller plus loin et lui demande de résister à la tentation (ce qui explique le titre du film : fighting temptation).
Tout semble aller pour le mieux, mais Paulina reçoit à la pension un appel téléphonique et se présente comme un membre de la famille à qui on peut tout dire et qui transmettra à Darrin absent le message. Le lendemain après-midi à un pique-nique paroissial, Paulina transmet à Darrin, d'une voix apparemment innocente et devant tout le monde, le message téléphonique qui venait de la secrétaire Rosa Lopez : l'ancien patron de Darrin souhaite le réintégrer car le client initial ne veut confier la publicité de sa boisson qu'à Darrin, malgré les tricheries du jeune publicitaire, et tous les ennuis financiers de Darrin sont résolus (découverts, saisies, etc.), mais il lui faut retourner tout de suite à New York. Les membres de la chorale découvrent les mensonges de Darrin et lui reprochent en particulier aigrement d'avoir promis à plusieurs le même partage du premier prix de la chorale. Il se tourne alors vers Lilly, qui blessée, ne lui reproche rien et lui affirme qu'elle ne se soucie pas de ses mensonges et manipulations parce qu'elle aussi se servait de lui pour participer à la chorale. Prenant la déclaration de Lilly au premier degré, Darrin retourne à New York et retrouve son ancien emploi (avec une promotion demandée avec aplomb et obtenue sans réserve) et son ancienne vie. Il mène sa vie professionnelle avec autant d'audace, mais cela ne le satisfait plus comme avant.
Il retourne brusquement à Monte-Carlo où le pasteur lui apprend que la chorale, dirigée maintenant par Paulina, est partie pour la compétition, sans Lilly qui en a été exclue. Il convainc Lilly et Lucious de sa sincérité et de leur nécessaire présence pour réussir la compétition. Accompagnés du pasteur, ils rejoignent la Gospel Explosion. Paulina s'oppose violemment à leur retour dans la chorale. Mais le pasteur, qui cède ordinairement devant sa sœur, se met en colère et révèle que Paulina n'est en fait pas veuve comme elle le prétend mais que son mari l'a quitté. Paulina oppose le règlement de la chorale pour interdire le retour de Darrin, mais cela se retourne contre elle quand la chorale vote à une quasi-unanimité l'exclusion de Paulina. C'est alors que les animateurs annonce leur chorale : The Fighting Temptations. Après une dernière dispute mineure, le groupe entre en scène et remporte la compétition.
Darrin demande alors à Lilly de l'épouser. Dix-huit mois plus tard, on les retrouve mariés avec un bébé, dont le grand-père de Lilly s'occupe pendant que Darrin dirige la chorale où Lilly chante. Paulina, réconciliée fait partie de la chorale. Bee-Z Briggs et Lightfoot sont sortis de prison et font toujours partie de la chorale, ainsi que M. Johnson, qui reste par contre un prisonnier. Lucious qui n'est plus dans la chorale, reste le meilleur ami de Darrin, malgré ses côtés facétieux (il dit au bébé, « Tu sais que je suis ton papa, pas vrai ? », et reçoit un regard très choqué du grand-père).

## Fiche technique
- Photographie : Affonso Beato
- Montage : Paul Hirsch
- Musique : Jimmy Jam, Beyoncé Knowles, Terry Lewis et James "Big Jim" Wright
- Production : David Gale, Loretha C. Jones, Benny Mendina et Jeff Pollack
- Société de distribution : Paramount Pictures
- Budget : 30 000 000 dollars
- Langue : anglais

## Distribution
- Cuba Gooding Jr. (V.F: Julien Kramer) : Darrin Hill
- Beyoncé Knowles  (VF : Claire Beaudoin) : Lilly
- Mike Epps (V.F: Pascal Légitimus) : Lucious
- Latanya Richardson (V.F: Pascale Vital) : Paulina Lewis-Pritchett
- Wendell Pierce (V.F: Guillaume Orsat) : Révérend Paul Lewis
- Ann Nesby : Tante Sally
- Lourdes Benedicto : Rosa Lopez
- Dakin Matthews : Mr. Fairchild
- T-Bone (V.F: Gilles Morvan) : Briggs (Prisonnier no 1)
- Montell Jordan : Mr. Johnson (Prisonnier no 2)
- Lou Myers : Homer
- Angie Stone : Alma
- Melba Moore : Bessie
- Micah Williams (V.F: Emmanuel Garijo) : Jimmy B.
- Mickey Jones : Scooter
- Dave Sheridan : Bill le mécanicien
- Rue McClanahan : Nancy
- Lil Zane : Derek
- Mae Middleton (V.F: Ingrid Donnadieu) : Tasha
- Eddie Levert : Joseph
- Walter Williams (VF: Daniel Beretta) : Frank
- Eric Nolan Grant : Samuel
- Darrell Vanterpool : Dean
- Faith Evans : MaryAnn Hill
- Steve Harvey (V.F: Pascal Renwick) : Miles Smoke
- James E. Gaines (V.F: Peter King) : Grand-père de Lilly
- Chris Cole : Lightfoot (Prisonnier no 3)
- Faizon Love (V.F. : Emmanuel Jacomy): Luther Washington

Apparitions
- Shirley Caesar : Elle-même
- The Blind Boys of Alabama : Eux-mêmes
- Mary Mary : Eux-mêmes
- Ramiyah : Eux-mêmes
- Donnie McClurkin : Juge de la Gospel Explosion (Lui-même)
- Yolanda Adams : Juge de la Gospel Explosion (Elle-même)
- Daphne Duplaix : Tiffany, petite amie de Darrin

## Production
L'équipe de tournage a utilisé plusieurs endroits à travers la Géorgie. La scène finale a été filmée à Columbus en Géorgie à la River Center for Performing Arts. Plusieurs des figurants étaient des résidents de Columbus en Géorgie.

## Réception
Le film a été un succès modéré, avec un bénéfice brut mondial de 32 445 215 de dollars.
Malgré les critiques mitigées, le film ouvre en 3e position. En particulier, Ebert & Roeper ont vu le film et Roger Ebert a eu un avis favorable par rapport au film, tandis que Richard Roeper lui donne un avis défavorable.
Toutefois, le jeu et le chant de Knowles ont été reçus positivement.
Le film a été conseillé avec une présence parentale en Nouvelle-Zélande à cause de son langage grossier.

## Bande originale
Une bande originale accompagnant le film est sortie peu de temps avant que le film sort. La bande originale a reçu des commentaires généralement positifs et a mieux réussi que le film lui-même. Une seule chanson de la bande originale qui est Summertime n'est pas incluse dans le film.
1. Fighting Temptation (interprétée par Beyoncé avec Missy Elliott, MC Lyte, et Free)
2. I Know : Destiny's Child
3. Rain Down : Eddie Levert et Angie Stone
4. To da River : T-Bone, Lil Zane, et Montell Jordan
5. I'm Getting Ready : Ann Nesby
6. The Stone : Shirley Caesar et Ann Nesby
7. Heaven Knows : Faith Evans
8. Fever : par Beyoncé
9. Everything I Do : Beyoncé et Bilal
10. Loves Me Like a Rock : The O'Jays
11. Swing Low, Sweet Chariot : Beyoncé
12. He Still Loves Me : Walter Williams Sr. et Beyoncé
13. Time to Come Home : Beyoncé, Melba Moore, et Angie Stone
14. Don't Fight the Feeling : Solange et Papa Reu
15. Summertime : Beyoncé avec P. Diddy (note : c'est la seule chanson qui ne figure pas dans le film).

## Suite possible
Dans une interview de 2003 avec Mickey Jones, qui avait un rôle secondaire dans le film, pour HollywoodJesus.com, il a déclaré qu'il espérait que le film obtienne de bons résultats parce que tous les acteurs principaux avaient signé pour une suite. Mais en 2010, rien n'a été annoncé sur une suite. Plus que probablement, une suite ne sera pas faite à cause du film qui a à peine fait des recettes égalant son budget au cours de son parcours au cinéma et aux critiques mitigées que le film a reçues.

## Diffusion
Le film a fait ses débuts en télévision sur Showtime en 2005 presque deux ans après la sortie du film. Le film a été diffusé sur BET, VH1 et est diffusé souvent sur TBS tôt le matin ou en fin de nuit.

## Prix et nominations

### BET Comedy Awards
- Meilleure actrice dans un film du Box-Office : (Beyonce Knowles) Nomination
- Meilleure second rôle dans un film du box-office : (Mike Epps) Nomination

### Black Reel Awards
- Meilleur acteur : (Cuba Gooding Jr.) Nomination
- Meilleure actrice : (Beyonce Knowles) Nomination
- Meilleur scénario original ou adapté : (Elizabeth Hunter et Saladin K. Patterson) Nomination
- Meilleur film : Nomination
- Meilleure bande originale de film : Gagnant
- Meilleure musique de film : He Still Loves Me (Beyonce Knowles et Walter Williams Sr.) Gagnant

### Image Awards
- Meilleur film : Gagnant
- Meilleure actrice dans un film : (Beyonce Knowles) Nomination

### Golden Raspberry Awards
- Pire acteur : (Cuba Gooding Jr.) Nomination